# Mihail Calevics Bronstejn
Mihail Calevics Bronstejn (oroszul: Михаи́л Ца́левич Бронште́йн, álnevei: Bruna Ŝtono, Brunŝtono); Hmelnickij, Ukrajna, Szovjetunió,  1949. július 7. –) orosz eszperantista, költő.

## Életútja
18 évesen Oroszországba költözött tanulni, és a mai napig ott maradt. 1972-ben szerzett villamosmérnöki és újságírói diplomát. Mérnökként dolgozott Tyihvinben és Vorkutában. Most ismét Tyihvinben él, egy favillákat építő cég személyzeti igazgatójaként dolgozott. Felesége és felnőtt fia van. Bronstejn 1962-ben lett eszperantista. Több száz verset és dalt írt; dalait tartalmazó CD-ket és hangkazettákat készített. Ezen kívül 23 könyvet írt és fordított. Egykor a Sovetia Esperantista Junulara Movado elnöke volt, és az Eszperantó Világkongresszusok művészeti programjait vezette. 2003-ban az Antoni Grabowski irodalmi díj, 2013-ban pedig az OSIEK-díjas lett a  Dek tagoj de kapitano Postnikov műve kapcsán. Ír oroszul is verseket. 2021-ben az Eszperantó Akadémia Akadémia-díjjal jutalmazta az  Mi stelojn jungis al revado című munkáját.

## CD lemezek és kazetták
- Amitaj, amataj, amotaj... (kasedoj) (1997)
- Iom da bono de Bruna Ŝtono (2001)
- Esperantujo mia (2003)
- Mia nomo ne gravas (2004) - en la kolekto Oraj kantoj
- Printempo bluĵinsa (2006)

## Eszperantó művei
- Legendoj pri SEJM (1-a eldono - 1992, 2-a eldono - 1997, 3-a eldono - 2006)
- Oni ne pafas en Jamburg (1993)
- Mamutido Miĉjo (1995)
- Jen, denove... (1997)
- Du lingvoj (2001) - originala poemaro, 192 p.
- Dek tagoj de kapitano Postnikov - historia romano pri eventoj en Rusia Esperantujo antaŭ cento da jaroj (2004). , ISBN 5860380275.
- Iam, kiam... (2005) - originala poemaro, 128 p.
- Dek tagoj de Kapitano Postnikov (Десять дней капитана Постникова) - en la rusa lingvo (2007).
- Kajto (2008) - originala poemaro, 176 p.
- Lecionoj por knabo (2009) - originala novelaro. 128 p., Impeto, Moskvo. Dua eldono: 136 p., 2018.
- Urbo Goblinsk (2010), Impeto, Moskvo, 304 p.
- Mi stelojn jungis al revado (2016), Impeto, Moskvo, 564 p. 2-a eldono 2021. Ĝi temas pri gravaj epokoj en la historio de Sovetunio kaj de la Historio de la Esperanto-movado.
- "Personaj memoroj." En: Javier Alcalde kaj José Salguero (red.), Antaŭ unu jarcento. Esperanto kaj la unua mondmilito, Parizo, SAT-EFK, 2018. ISBN 978-2-918053-18-7.
- Viv-teatro (2018) - originala poemaro, Impeto, Moskvo, 116 p.

## Fordítás
- Ez a szócikk részben vagy egészben  a   Mikaelo Bronŝtejn című eszperantó Wikipédia-szócikk ezen változatának fordításán alapul.  Az eredeti cikk szerkesztőit annak laptörténete sorolja fel. Ez a jelzés csupán a megfogalmazás eredetét és a szerzői jogokat jelzi, nem szolgál a cikkben szereplő információk forrásmegjelöléseként.